# Mont-Joye
Mont-Joye est une série télévisée québécoise en 181 épisodes de 25 minutes scénarisée par Réginald Boisvert et diffusée du 7 septembre 1970 au 19 mai 1975 à la Télévision de Radio-Canada.

## Synopsis
Mont-Joye raconte l'histoire de deux familles estriennes dont les pères entretiennent une rivalité depuis la petite école.

## Fiche technique
- Réalisation : Denys Gagnon et Guy Hoffmann
- Scénariste : Réginald Boisvert
- Société de production : Société Radio-Canada

## Distribution
- Guy Provost : Théo Joyal
- Yvan Canuel : Léo Mathieu
- Denise Pelletier : France Joyal
- Andrée Boucher : Denise Joyal
- Claire Richard : Hélène Joyal
- Julien Bessette : Paul Joyal
- Bondfield Marcoux : Géatan Joyal
- Yolande Michaud : Marie-Lou Gennois et Nicole Joyal
- Jean-Louis Paris : Le curé Melançon
- Gisèle Trépanier : Henriette Poitras
- Jean-Maurice Gélinas : André « Toutou » Marsolais
- Victor Désy : Marcel Cajeot
- Yvon Dufour : Damien Cadoret
- Gilles Pellerin : Jules Martin
- Roger Lebel : Sergent Grondin
- Françoise Lemaître-Auger : Janine Meilleur
- Lionel Villeneuve : René Cantin
- Pierrette Beaudoin : Mme Bérard
- Marc Bellier : Guy Mathieu
- Céline Bernier : Colette Charpentier
- Alpha Boucher : J.-G. Bérard
- Monique Chentrier : Marie Martin
- Gilbert Comtois : Gérard Masson
- Yves Corbeil : Jean-Claude Mongeau
- Francine Dionne : Annie Cloutier
- Rose-Rey Duzil : Aurore Borel
- Françoise Faucher : Irène Blumenthal
- Jocelyne France : Lucie Duclos
- Hubert Gagnon : Denis Meunier
- Jacques Galipeau : Charles Duguay
- Jacques Godin : Eudore Meunier
- Ian Ireland : Dr Thomas Collins
- Stéphanie Kinne : Diane Lavoie
- Louise Ladouceur : Yolande Belavance
- Madeleine Langlois : Manon Cadoret
- Jean Leclerc : Raymond Beaulieu
- Ovila Légaré : Aurèle Gratton
- Marc Legault : Maurice Lafleur
- Ginette Letondal : Chantal Maurette
- Michèle Magny : Louise Ménard
- Doris Malcolm : Mme Collins
- Michel Morin : Jean-Marc Dubé
- Judith Paré : L'infirmière
- Jean Perraud : René Sanche
- Patrick Peuvion : Raymond Comtois
- Yvan Ponton : Le Frisé
- Michèle Richard : Chantal Pinard
- Jean-Louis Roux : René Cadoret
- Yolande Roy : Clémence Mathieu
- Pierre Thériault : Gilles Dessin
- Jacques Thisdale : Jacques Meunier
- Louise Turcot : Colette Marchand